# Auflösung des Deutschen Bundes
Die Auflösung des Deutschen Bundes wurde mehrmals während des Bestehens dieses Staatenbundes diskutiert. Die Verfassungsgesetze des Bundes sahen an sich keine Auflösung vor und auch nicht, dass Mitglieder ihn verlassen.
In den Jahren 1848 und 1849 entstand im Gebiet des Deutschen Bundes ein revolutionäres Deutsches Reich. Aber auch in dieser Zeit wurde der Bund nicht aufgelöst: Der Bundestag (einziges Bundesorgan) stellte nur seine „bisherige“ Tätigkeit zugunsten der Reichsregierung ein. Im Jahr 1851 wurde der Bund in alter Form wiederhergestellt, und eine knapp zehnjährige Reaktionsära setzte ein. Vor allem nach 1859 kam es wieder zu einer Debatte über eine Bundesreform.
Aufgelöst wurde der Deutsche Bund schließlich im Sommer 1866. Preußen behauptete, dass der Bund schon durch den Bundesbeschluss vom 14. Juni aufgelöst worden sei. Der Bundestag habe nämlich einen bundeswidrigen Antrag zur Mobilmachung des Bundesheeres gegen Preußen angenommen. Die verbleibenden Mitgliedstaaten wie Österreich lehnten diese Auffassung ab.
Preußen und seine Verbündeten siegten jedoch im Deutschen Krieg des Juni und Juli 1866. In den Friedensverträgen mit den Kriegsgegnern ließ Preußen die Anerkennung festschreiben, dass der Deutsche Bund aufgelöst sei. Am 24. August 1866 bestätigte der Bundestag die Auflösung. Einen Nachfolger im rechtlichen Sinne hatte der Bund nicht. Im Norden seines ehemaligen Gebietes entstand aber ein preußisch geführter Bundesstaat, der Norddeutsche Bund.

## Auflösbarkeit
Die Bundesakte von 1815 stellte fest:

„Artikel 1. Deutscher Bund. Die souverainen Fürsten und freyen Städte Deutschlands […] vereinigen sich zu einem beständigen Bunde, welcher der Deutsche Bund heißen soll.“

In der Wiener Schlussakte von 1820 hieß es:

„Artikel V. Der Bund ist als ein unauflöslicher Verein gegründet, und es kann daher der Austritt aus diesem Verein keinem Mitgliede desselben frei stehen.
Artikel VI. Der Bund ist nach seiner ursprünglichen Bestimmung auf die gegenwärtig daran Theil nehmenden Staaten beschränkt. Die Aufnahme eines neuen Mitgliedes kann nur Statt haben, wenn die Gesammtheit der Bundesglieder solche mit den bestehenden Verhältnissen vereinbar und dem Vortheil des Ganzen angemessen findet. Veränderungen in dem gegenwärtigen Besitzstande der Bundesglieder können keine Veränderungen in den Rechten und Verpflichtungen derselben in Bezug auf den Bund, ohne ausdrückliche Zustimmung der Gesammtheit, bewirken. […]“

Zusammengefasst bestimmten die Bundesverfassungsgesetze:
- keine Auflösung des Bundes bzw. Kündigung des Bundesvertrages,
- kein Austritt eines Mitgliedstaates,
- kein Ausschluss eines Mitgliedstaates,
- keine Aufnahme neuer Mitgliedstaaten ohne die Zustimmung aller.
- Wollte ein Mitgliedstaat Gebiete an einen fremden Staat abtreten, der nicht dem Bund angehörte, bedurfte dies der Zustimmung aller Mitgliedstaaten.[1]

Ein Nebenaspekt war es, ob nur die Mitgliedstaaten über eine Reform oder Auflösung entscheiden durften. Die Bundesakte, die den Bund begründete, war Teil der Wiener Kongressakte. Diese aber war von weiteren Staaten unterzeichnet worden, europäischen Großmächten. Die nichtdeutschen Großmächte Großbritannien, Frankreich und Russland beanspruchten ein „Garantierecht“ für die Verträge, sprich: Sie sahen für sich ein Vetorecht gegenüber Verfassungsänderungen. Österreich, Preußen und die übrigen deutschen Staaten wiederum widersprachen dem vehement.
Der Bundestag, das einzige Organ des Bundes, durfte und musste die Mitgliedstaaten dazu zwingen, sich an die Verfassungsgesetze zu halten. Dazu gehörte auch die Garantie für den Erhalt des Bundes und des Bundesgebietes. Die ultimative Maßnahme des Bundes war die Bundesexekution, eine notfalls militärische Aktion, die sich gegen die Regierung eines Mitgliedstaates richtete.

## Kontinuität in der Revolution 1848–1851

Reichsverweser Erzherzog Johann von Österreich, erstes gesamtdeutsches Staatsoberhaupt

Deutschlandkonzepte 1848–1867: Begriffe

Deutschlandkonzepte 1848–1867: Pläne und Verfassungen

Im März 1848 zwang Aufruhr die Mitgliedstaaten dazu, sich mit Reformen des Deutschen Bundes zu beschäftigen. Die neu bestellten Bevollmächtigten zum Bundestag schafften beispielsweise die Zensur ab und richteten den Siebzehnerausschuss ein, der bereits einen Verfassungsentwurf für ein Deutsches Reich vorlegte. Die weitere Entwicklung verlief hingegen über die Deutsche Nationalversammlung. Sie war aufgrund von Bundesbeschlüssen über die Mitgliedstaaten vom Volk gewählt worden.
Die Nationalversammlung setzte im Juni/Juli 1848 eine provisorische Zentralgewalt (Reichsregierung) ein. Der Bundestag übertrug daraufhin seine Befugnisse der Reichsregierung. Die Mehrheit der Nationalversammlung sah in der Nationalversammlung und der Reichsregierung revolutionäre Organe. Ihre Legitimität bezogen sie aus dem Volkswillen. Tatsächlich hatte der Bundestag diese Organe nur des Volkszorns wegen zugelassen.
Allerdings konnte man das so entstehende Deutsche Reich auch als Fortsetzung des Deutschen Bundes sehen. Nach dieser Sichtweise hatte der Deutsche Bund einen neuen Namen und neue Organe erhalten. Als die konservativen Kräfte im Herbst 1848 langsam wieder die Oberhand gewannen, begann die Nationalversammlung, das Reich in der Kontinuität des Bundes zu sehen. Das war auch hilfreich beim Bemühen, die Anerkennung des Auslands zu erhalten.
Im Frühjahr 1849 lösten Preußen und andere Staaten die Nationalversammlung rechtswidrig auf, die Revolution wurde gewaltsam niedergeschlagen. Die Reichsregierung allerdings wurde offiziell nie in Frage gestellt und übertrug ihre Befugnisse im Dezember 1849 einer Bundeszentralkommission. Es zeigte sich als bedeutsam, dass der Bundestagsbeschluss vom Juli 1848 den Bund nicht aufgelöst hatte, was der Bundestag auch gar nicht gedurft hätte.
Preußen wollte den Bundestag noch nicht als wiederhergestellt und handlungsfähig anerkennen, da es mit der Erfurter Union einen eigenen Einigungsversuch verfolgte. Der preußische Politiker Joseph von Radowitz übernahm die Idee eines Doppelbundes, wie ihn bereits Heinrich von Gagern konzipiert hatte: Ein preußisch geführter Bundesstaat sollte über einen weiteren Bund (der dem Deutschen Bund entsprochen hätte) mit Österreich verbunden sein. Nach der Herbstkrise 1850 musste Preußen allerdings gegenüber Österreich einlenken.

## Auflösung 1866

### Preußens Bundesreformplan und die Mobilmachung des Bundes

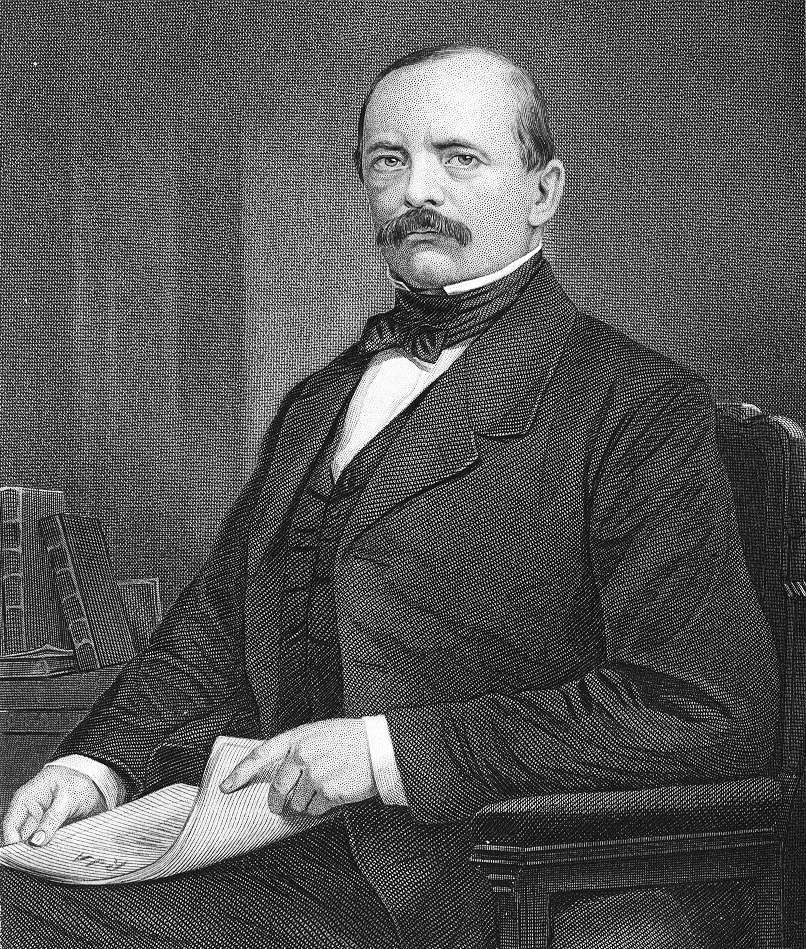
Der preußische Ministerpräsident Otto von Bismarck

Ende der 1850er Jahre trat die Rivalität zwischen Österreich und Preußen wieder hervor, und es entstand eine neue Reformdebatte. Kurzzeitig arbeiteten beide Großmächte zusammen im Krieg gegen Dänemark 1864, zerstritten sich aber bald über die Zukunft von Schleswig und Holstein. Preußen wollte diese beiden von Dänemark abgerungenen Herzogtümer annektieren.
In dieser Zeit versuchte der preußische Ministerpräsident Otto von Bismarck, die Aufmerksamkeit der Öffentlichkeit auf die Reformfrage zu lenken. Am 10. Juni 1866 präsentierte er Vorschläge zu einer Bundesreform, die aus dem Deutschen Bund einen kleindeutschen Nationalstaat gemacht hätte. Dieser Staat hätte ein Parlament und eine „Bundesgewalt“ gehabt (worunter man eine Regierung verstehen konnte). Österreich und die Gebiete unter dem niederländischen König (Limburg und Luxemburg) hätten dem reformierten Deutschen Bund nicht mehr angehört. Dieser Reformplan wurde schließlich zum Kriegsprogramm Bismarcks.
Preußische Truppen marschierten schließlich im Juni 1866 ins österreichisch verwaltete Holstein ein, weil Österreich preußische Rechte verletzt habe. Daraufhin beantragte Österreich im Bundestag, das Bundesheer gegen Preußen zu mobilisieren. Dafür erhielt Österreich am 14. Juni eine Mehrheit.
Preußen interpretierte den Beschluss als eine bundesrechtlich unerlaubte Kriegserklärung gegen einen Mitgliedstaat. Tatsächlich war Österreich aus Zeitgründen nicht den komplizierten Weg der ordentlichen Bundesexekution gegangen. Preußen schlussfolgerte, dass, durch den rechtswidrigen Beschluss, der Bund zu bestehen aufgehört habe. Die Grundlage der deutschen Nation bestehe aber fort. Preußen wolle auf dieser Grundlage und seinem Reformplan einen neuen Bund mit den dazu willigen übrigen Mitgliedstaaten gründen. Es behielt sich seine Ansprüche an der Liquidationsmasse des Bundes vor. Unmittelbar nach dem Beschluss begann der Deutsche Krieg.

### Abfall vom Bund
Siebzehn deutsche Staaten stellten sich im Krieg an die Seite Preußens und damit gegen ihre Bundespflichten:
- Vom 19. Juni bis 30. Juni (vor der Schlacht von Königgrätz) Oldenburg, Lippe, Sachsen-Coburg, Sachsen-Altenburg, Schwarzburg-Sondershausen, Waldeck, Anhalt, Mecklenburg-Schwerin
- Danach waren es vom 4. zum 6. Juli Bremen, Lübeck, Hamburg, Schaumburg-Lippe, Schwarzburg-Rudolstadt, Reuß jüngerer Linie, Sachsen-Weimar, Mecklenburg-Strelitz und Braunschweig.

Hätte der Bundestag dazu die Kraft gehabt, hätte er gegen diese Staaten ebenso wie gegen Preußen vorgehen können. Einige zögerten die Mobilmachung heraus, und Braunschweig konnte dies ganz vermeiden. Ihrem Selbstverständnis nach haben sie sich nicht unbedingt vom Deutschen Bund losgesagt, auch wenn sie ihre Gesandten vom Bundestag zurückzogen. Der Vertreter von Luxemburg-Limburg sah am 16. Juni den Bundestag für nicht mehr beschlussfähig an, hielt aber am Fortbestand des Bundes fest. Trotz der unterschiedlichen Formen des Rückzugs wurde jedoch deutlich: „der Deutsche Bund befand sich in voller Auflösung“ (Huber).
Es folgten ab Ende Juli die Rückzüge und Austritte von Verbündeten Österreichs. Sachsen-Meiningen berief seinen Bundestagsgesandten definitiv ab (26. Juli), Baden entzog seine Truppen dem Bundeskontingent und erklärte (2. August) den Bund für aufgelöst, Reuß älterer Linie trat aus dem Bund aus (9. August), Luxemburg zog seinen Gesandten zurück (10. August), ebenso wie Frankfurt (16. August). Am Ende waren noch Mitglieder: Österreich, Bayern, Sachsen, Württemberg, Hannover, Großherzogtum Hessen, Kurhessen, Nassau, Liechtenstein und (das ursprünglich von Österreich kontrollierte) Holstein.

### Auflösung und Liquidierung
Am 28. Juli 1866 trat ein Präliminarfrieden zwischen Österreich und Preußen in Kraft, der die wichtigsten Punkte des späteren Friedensschlusses vorwegnahm. In diesem Vorfrieden von Nikolsburg erkannte Österreich die Auflösung des Deutschen Bundes an. Preußen durfte Deutschland nördlich des Mains neu ordnen. Des Weiteren wurde Österreich geschont und behielt alle seine Gebiete bis auf Venetien. Im Prager Frieden vom 23. August wiederholte Österreich die Anerkennung der Auflösung.
Trotzdem fand am 24. August in Augsburg noch eine Sitzung des Bundestags statt, im Speisesaal des Hotels „Drei Mohren“. Vertreten waren die verbliebenen neun Regierungen. Der Bundestag beendete laut Protokoll seine Tätigkeit, „nachdem in Folge der Kriegsereignisse und der Friedensverhandlungen der Deutsche Bund als aufgelöst zu betrachten ist.“ Es kam darüber trotz des Einstimmigkeitsprinzipes zu keiner Abstimmung. Friedensverträge mit der Anerkennung der Auflösung hatte Preußen zuvor mit Württemberg, Baden und Bayern unterzeichnet, mit den übrigen Kriegsgegnern erst später.
Damit war nicht genau festgelegt, wann der Bund aufgelöst worden war. Diese Frage war bedeutend für die preußische Annexion von vier Kriegsgegnern, Hannover, Kurhessen, Nassau und Frankfurt. Nach preußischer Auffassung bestand der Bund seit dem Bundesbeschluss vom 14. Juni nicht mehr. Die Besetzung und dann Einverleibung dieser vier Staaten fand dem zufolge allein im Rahmen des Völkerrechts statt, das damals die Annexion von Kriegsgegnern gestattete. Wenn man aber der gegenteiligen Ansicht folgt, dass der Bund während des Krieges fortbestanden habe, dann kann man bemängeln, dass die vier Staaten nicht an der Auflösung des Bundes beteiligt wurden. Außerdem hatten sie keine Friedensverträge mit entsprechenden Klauseln unterzeichnet.
Der Prager Frieden regelte, was aus dem Eigentum des Deutschen Bundes werden sollte. Österreich behielt seine Anteile am Bundesvermögen und das Eigentum aus den Bundesfestungen. Den Beamten wurden ihre Pensionen zugesichert.
Die europäischen Großmächte hatten sich vorbehalten, Änderungen der Bundesverfassung ablehnen zu dürfen. Im Jahr 1866 kam solcher Widerspruch nicht auf, anders als 1849/50; mit Frankreich hatte Bismarck sogar die wichtigsten Bestimmungen des Prager Friedens wie die Mainlinie vorab vereinbart. Im Jahr 1867 kam es zur Luxemburgkrise, in deren Folge die Großmächte die Unabhängigkeit und Neutralität Luxemburgs anerkannten. Bei dieser Gelegenheit stellten sie auch (Art. 6 des Londoner Abkommens) die Auflösung des Deutschen Bundes fest:
„Les Puissances signataires du présent Traité constatent que la dissolution de la Confédération Germanique ayant également amené la dissolution des liens qui unissaient le Duché de Limbourg collectivement avec le Grand-Duché de Luxembourg à la dite Confédération [...].“ (Die unterzeichnenden Mächte dieses Vertrages stellen fest, dass die Auflösung des Deutschen Bundes gleichermaßen die Auflösung der Verbindungen mit sich bringt, die das Herzogtum Limburg gemeinsam mit dem Großherzogtum Luxemburg mit jenem Bund vereint hat [...].)

## Nachfolge

Deutschland nach dem Krieg von 1866, mit dem Norddeutschen Bund in Flächenfarbe

Es gab keine offizielle Nachfolgeorganisation für den Deutschen Bund. Im Prager Frieden wurden allerdings Wege beschrieben, was aus den bisherigen Mitgliedstaaten werden durfte:
- Nördlich der Mainlinie durfte Preußen Gebiete annektieren und „ein engere[s] Bundesverhältniß […] begründen“. Mit dem Norddeutschen Bund, einem Bundesstaat, verwirklichte Preußen seinen Bundesreformplan zumindest in einem Teil Deutschlands.
- Den Staaten in Süddeutschland (Bayern, Württemberg, Baden und Hessen-Darmstadt) war es freigestellt, einen Süddeutschen Bund zu gründen. Dieser Staatenbund durfte auch ein Bündnis mit dem Norden eingehen. Der Südbund kam jedoch nicht zustande. Stattdessen schlossen die süddeutschen Staaten die sogenannten Schutz- und Trutzbündnisse mit Preußen. Dadurch erhielten sie den militärischen Schutz, den ihnen der Deutsche Bund ihnen zuvor gewährt hatte. Oberbefehlshaber ihrer Armeen wurde im Kriegsfall der preußische König.

Von den Staaten des Deutschen Bundes blieben nur Liechtenstein und – beide stark verkleinert – Luxemburg und Österreich über das 19. Jahrhundert hinaus unabhängig.
Auch wenn der Norddeutsche Bund nicht der Nachfolger des Deutschen Bundes war, so war die Vorgeschichte des Deutschen Bundes von großer Bedeutung für die Staatsgründung von 1866/1867. Zu den vielen Bezügen zwischen Deutschem Bund und Norddeutschem Bund bzw. Deutschem Kaiserreich gehörte vor allem der Bundesrat, der dem Bundestag nachempfunden war. In Art. 6 bezieht sich die Norddeutsche Bundesverfassung sogar ausdrücklich auf die frühere Stimmenverteilung im Bundestag.

## Bewertung
Noch im Jahr 1865 war der Krieg zwischen Österreich und Preußen „durchaus nicht zwangsläufig vorprogrammiert“, so Jürgen Angelow. Nach der vorläufigen Regelung der Schleswig-Holstein-Frage im Gasteiner Vertrag wäre ein Ausgleich möglich gewesen, wenn beide Großmächte sich die Führung und auch Einfluss-Sphären in Deutschland geteilt hätten. Für eine kleindeutsche Lösung ohne Österreich fehlte damals noch eine Kriegsbereitschaft in der Öffentlichkeit sowie eine außenpolitische Absicherung für Preußen.
In der Zeit nach der Revolution ab 1851 wollte Österreich wieder aus einer Position der Stärke agieren, während seine Macht international (etwa durch den Italienischen Krieg 1859) abnahm und die Macht Preußens zunahm. Bismarck mit seinen vielen Vorschlägen zu einer Bundesreform suchte zwar die Verständigung mit Österreich, aber nur bei Beibehaltung der preußischen Unabhängigkeit und seiner Stellung in Norddeutschland.
Österreich verweigerte sich auch kleinen Zugeständnissen. Es hatte Sorge um seine Machtstellung in Deutschland und fürchtete, dass zwar Preußen das nördliche Deutschland dominieren könne, Österreich aber nicht das südliche mit großen Königreichen wie Bayern und Württemberg. Dabei war Österreichs Vormachtsanspruch weder vom Bundesrecht noch von seiner objektiven Stärke her gedeckt. Bismarck erreichte zunächst zwar sein Minimalziel, nämlich die preußische Vormacht in ganz Norddeutschland, aber keine Reform des Deutschen Bundes.
Die Auflösung des Deutschen Bundes bedeutete letztlich dennoch nicht den Zusammenbruch der europäischen Sicherheitsordnung von 1815, sondern nur eine Umgruppierung in Mitteleuropa. Diese Ordnung und Balance bestand sogar noch nach der sogenannten Reichsgründung vom 1. Januar 1871 fort, da das Deutsche Kaiserreich (ohne Österreich) für seine Nachbarn gerade noch erträglich groß war.

## Belege
1. ↑  Ernst Rudolf Huber: Deutsche Verfassungsgeschichte seit 1789. Band I: Reform und Restauration 1789 bis 1830. 2. Auflage, Verlag W. Kohlhammer, Stuttgart [u. a.] 1967, S. 588.
2. ↑  Ernst Rudolf Huber: Deutsche Verfassungsgeschichte seit 1789. Band I: Reform und Restauration 1789 bis 1830. 2. Auflage, Verlag W. Kohlhammer, Stuttgart [u. a.] 1967, S. 675–678.
3. ↑  Ernst Rudolf Huber: Deutsche Verfassungsgeschichte seit 1789. Band I: Reform und Restauration 1789 bis 1830. 2. Auflage, Verlag W. Kohlhammer, Stuttgart [u. a.] 1967, S. 634/635.
4. ↑  Ernst Rudolf Huber: Deutsche Verfassungsgeschichte seit 1789. Band I: Reform und Restauration 1789 bis 1830. 2. Auflage, Verlag W. Kohlhammer, Stuttgart [u. a.] 1967, S. 536–538.
5. ↑  Ernst Rudolf Huber: Deutsche Verfassungsgeschichte seit 1789. Band I: Reform und Restauration 1789 bis 1830. 2. Auflage, Verlag W. Kohlhammer, Stuttgart [u. a.] 1967, S. 542.
6. ↑  Ernst Rudolf Huber: Deutsche Verfassungsgeschichte seit 1789. Band III: Bismarck und das Reich. 3. Auflage. W. Kohlhammer, Stuttgart [u. a.] 1988, S. 565/566.
7. ↑  Ernst Rudolf Huber: Deutsche Verfassungsgeschichte seit 1789. Band III: Bismarck und das Reich. 3. Auflage. W. Kohlhammer, Stuttgart [u. a.] 1988, S. 567/568.
8. ↑  Ernst Rudolf Huber: Deutsche Verfassungsgeschichte seit 1789. Band III: Bismarck und das Reich. 3. Auflage. W. Kohlhammer, Stuttgart [u. a.] 1988, S. 571, 576.
9. ↑  Christopher Clark: Preußen. Aufstieg und Niedergang 1600–1947. DVA, München 2007, S. 624.
10. ↑  Ernst Rudolf Huber: Deutsche Verfassungsgeschichte seit 1789. Band III: Bismarck und das Reich. 3. Auflage. W. Kohlhammer, Stuttgart [u. a.] 1988, S. 576.
11. ↑  Michael Kotulla: Deutsche Verfassungsgeschichte. Vom Alten Reich bis Weimar (1495–1934). Springer, Berlin 2008, S. 488/489.
12. ↑  Ernst Rudolf Huber: Deutsche Verfassungsgeschichte seit 1789. Band III: Bismarck und das Reich. 3. Auflage. W. Kohlhammer, Stuttgart [u. a.] 1988, S. 581/582.
13. ↑  Ernst Rudolf Huber: Deutsche Verfassungsgeschichte seit 1789. Band III: Bismarck und das Reich. 3. Auflage. W. Kohlhammer, Stuttgart [u. a.] 1988, S. 577.
14. ↑  Michael Kotulla: Deutsche Verfassungsgeschichte. Vom Alten Reich bis Weimar (1495–1934). Springer, Berlin 2008, S. 328, 488/489.
15. ↑  Ernst Rudolf Huber: Deutsche Verfassungsgeschichte seit 1789. Band III: Bismarck und das Reich. 3. Auflage. W. Kohlhammer, Stuttgart [u. a.] 1988, S. 651.
16. ↑  Jürgen Angelow: Von Wien nach Königgrätz. Die Sicherheitspolitik des Deutschen Bundes im europäischen Gleichgewicht (1815–1866). R. Oldenbourg Verlag: München 1996, S. 236/237.
17. ↑  Andreas Kaernbach: Bismarcks Konzepte zur Reform des Deutschen Bundes. Zur Kontinuität der Politik Bismarcks und Preußens in der deutschen Frage. Vandenhoeck & Ruprecht, Göttingen 1991, S. 238/239.
18. ↑  Andreas Kaernbach: Bismarcks Konzepte zur Reform des Deutschen Bundes. Zur Kontinuität der Politik Bismarcks und Preußens in der deutschen Frage. Vandenhoeck & Ruprecht, Göttingen 1991, S. 243/244.
19. ↑  Andreas Kaernbach: Bismarcks Konzepte zur Reform des Deutschen Bundes. Zur Kontinuität der Politik Bismarcks und Preußens in der deutschen Frage. Vandenhoeck & Ruprecht, Göttingen 1991, S. 238, 243/244.